# Mariëlle van Sauers
Mariëlle van Sauers (Utrecht, 7 december 1966) is een Nederlands actrice en scenarioschrijver. Ze is de jongere zus van cabaretier Eric van Sauers.
Eind jaren 90 van de twintigste eeuw speelde ze enkele gastrollen in Nederlandse films en televisieseries. Vanaf 2002 werd ze bekend bij het grote publiek als rechercheur Emma Buitenzorg in de dramaserie Ernstige Delicten. Deze rol speelde ze tot 2004, toen de serie vanwege tegenvallende kijkcijfers door de VARA werd geschrapt.
In 2006 schreef ze samen met Jolein Laarman het scenario voor de 7-delige jeugdserie Taxi van Palemu. Deze serie was te zien in het programma Villa Achterwerk van de VPRO. In 2009 speelt ze de rol van Julia's moeder in de telefilm Julia's Hart met onder meer Sanne den Hartogh en Koen Wouterse.
In 2009 schreef zij samen met Tineke Lemmens het boek "Zeemist".

## Filmografie
- 1989-1994 - We zijn weer thuis - Willeke van Keppelzoden
- 1993 - Flodder: De Mooiste Dag van je Leven - Candy
- 1994 - 12 steden, 13 ongelukken
- 1994 - Vrienden voor het leven: Afl. 12 Aandacht is Macht - Stagiaire
- 1995 - SamSam: Woningruil - Amber
- 1999 - Baantjer: De Cock en de geslepen moord - Christina Simons
- 2002 - Ernstige Delicten - Emma Buitenzorg (2002-2004)
- 2007 - Keyzer & De Boer Advocaten - Mevrouw Denneboom
- 2009 - Julia's Hart - Moeder van Julia